# Aphylla caraiba
Aphylla caraiba – gatunek ważki z rodziny gadziogłówkowatych (Gomphidae). Występuje na terenie Karaibów.